# Orazio Benedetti
Orazio Benedetti detto Orazietto (Roma, 29 marzo 1950 – Roma, 23 gennaio 1981) è stato un criminale italiano, noto come membro dell'organizzazione malavitosa romana Banda della Magliana.

## Biografia
Entrato nella banda agli inizi, fu operativo all'interno della fazione Testaccio-Trastevere, entratovi in seguito all'amicizia con Danilo Abbruciati ed Ettore Maragnoli.
In seguito all'omicidio di Sergio Carozzi, all'epoca noto criminale al quale precedentemente Benedetti era legato poiché commisero dei reati insieme, i rapporti con la banda cominciarono ad incrinarsi; inoltre, Benedetti criticò anche il fatto che il gruppo si stesse troppo avvicinando a Cosa Nostra e alla Nuova Camorra Organizzata, e il rapporto troppo assiduo di Franco Giuseppucci con poteri quali la massoneria e i servizi segreti.
Furono questi fatti che spinsero Orazietto ad interrompere la collaborazione con la banda nel 1978, e ad investire in attività legali; così comprò due ristoranti nella periferia di Roma.
In realtà, dopo pochi mesi, iniziò la sua collaborazione con il Clan Proietti, insieme ai quali si occupava della gestione di bische e sale corse.

## La morte
in seguito all'uccisione di Franco Giuseppucci, avvenuta il 13 settembre del 1980, Benedetti, ormai suo acerrimo nemico, organizzò una piccola festa nel rione Trastevere.
La notizia venne riportata ai componenti della Banda della Magliana, i quali si misero sulle sue tracce per eliminarlo.
Il 23 gennaio 1981 venne ucciso davanti al bar che era solito frequentare, con vari colpi di pistola, da Edoardo Toscano ed Enrico De Pedis.